# Gra losowa

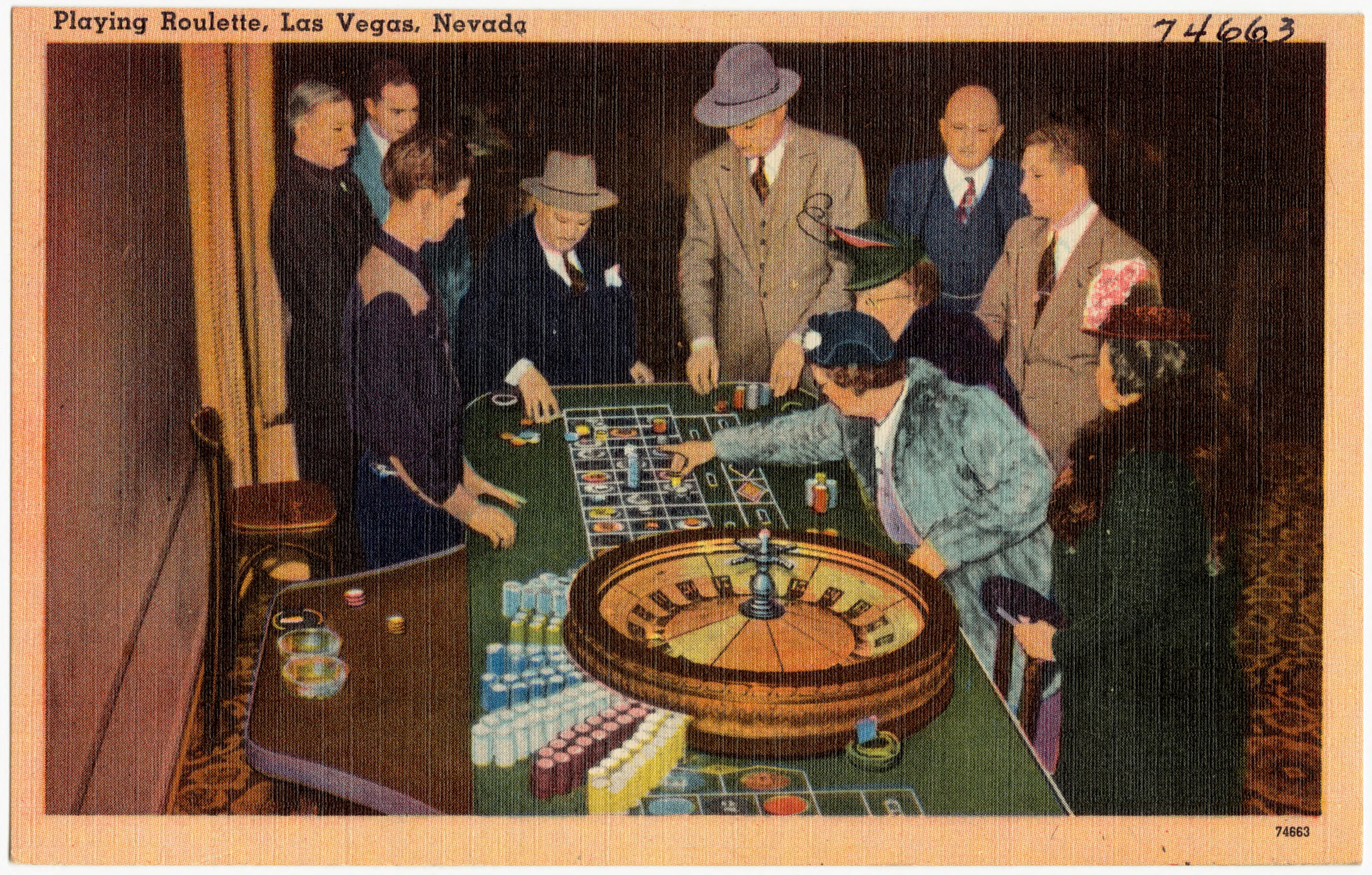
Gra losowa

Gra losowa – gra, której wynik jest w dużym stopniu uzależniony od czynników losowych. Do gier tych zwykle używa się kości, bąków, kart czy ruletki. Gry losowe odbywają się zazwyczaj na pieniądze.
Niektóre gry losowe mogą wymagać również pewnych umiejętności. Ma to miejsce w grach, w których uczestnik musi podejmować decyzje m.in. na podstawie decyzji i reakcji innych uczestników. Na przykład w pokerze czy blackjacku gracze czasami prowokują innych graczy (na przykład stwarzają pozory, jakoby mieli dobre karty, co nie jest prawdą). Różnica pomiędzy „losem” a „umiejętnościami” jest istotna, jako że w niektórych krajach gry losowe są niedozwolone lub przynajmniej określono w prawie (np. w Polsce), czym one są lub nie są.
Przykłady gier losowych:
- gra w kości
- gry hazardowe (w kasynie)
- loterie, Bingo, Keno
- jednoręki bandyta
- gra w bączka
- gra w marynarza
- niektóre gry planszowe (np. Ryzyko)